# مدسين هات (ألبرتا)

مقاطعة البرتا

مدسين هات (البرتا) (بالإنجليزية: Medicine Hat)‏ بلدة كندية في مقاطعة ألبرتا غنية بالغاز الطبيعي.

## جغرافيتها
تبلغ مساحتها 112.01 كلم2 وعدد سكانها بحسب إحصائية سنة 2006 حوالي 56,997 نسمة بكثافة 509 نسمة/كلم2. وإحداثياتها هي 50.04157°N 110.6776°W.

## المناخ
يظهر الجدول التالي التغييرات المناخية على مدار السنة لمدسين هات:
| البيانات المناخية لـمدسين هات      | البيانات المناخية لـمدسين هات | البيانات المناخية لـمدسين هات | البيانات المناخية لـمدسين هات | البيانات المناخية لـمدسين هات | البيانات المناخية لـمدسين هات | البيانات المناخية لـمدسين هات | البيانات المناخية لـمدسين هات | البيانات المناخية لـمدسين هات | البيانات المناخية لـمدسين هات | البيانات المناخية لـمدسين هات | البيانات المناخية لـمدسين هات | البيانات المناخية لـمدسين هات | البيانات المناخية لـمدسين هات |
| الشهر                              | يناير                         | فبراير                        | مارس                          | أبريل                         | مايو                          | يونيو                         | يوليو                         | أغسطس                         | سبتمبر                        | أكتوبر                        | نوفمبر                        | ديسمبر                        | المعدل السنوي                 |
| ---------------------------------- | ----------------------------- | ----------------------------- | ----------------------------- | ----------------------------- | ----------------------------- | ----------------------------- | ----------------------------- | ----------------------------- | ----------------------------- | ----------------------------- | ----------------------------- | ----------------------------- | ----------------------------- |
| الدرجة القصوى قرينة الرطوبة        | 16.5                          | 20.9                          | 25.4                          | 30.5                          | 37.0                          | 39.0                          | 42.3                          | 41.1                          | 38.4                          | 30.7                          | 22.8                          | 17.2                          | 42.3                          |
| الدرجة القصوى °م (°ف)              | 18.3 (64.9)                   | 21.1 (70.0)                   | 28.9 (84.0)                   | 35.6 (96.1)                   | 37.2 (99.0)                   | 41.7 (107.1)                  | 42.2 (108.0)                  | 41.1 (106.0)                  | 37.8 (100.0)                  | 33.9 (93.0)                   | 24.4 (75.9)                   | 20.0 (68.0)                   | 42.2 (108.0)                  |
| متوسط درجة الحرارة الكبرى °م (°ف)  | −2.8 (27.0)                   | 0.3 (32.5)                    | 6.1 (43.0)                    | 13.9 (57.0)                   | 19.3 (66.7)                   | 23.4 (74.1)                   | 27.5 (81.5)                   | 27.0 (80.6)                   | 20.5 (68.9)                   | 13.8 (56.8)                   | 4.0 (39.2)                    | −1.4 (29.5)                   | 12.7 (54.9)                   |
| المتوسط اليومي °م (°ف)             | −8.4 (16.9)                   | −5.5 (22.1)                   | 0.1 (32.2)                    | 7.0 (44.6)                    | 12.4 (54.3)                   | 16.7 (62.1)                   | 20.0 (68.0)                   | 19.3 (66.7)                   | 13.2 (55.8)                   | 6.9 (44.4)                    | −1.8 (28.8)                   | −7.0 (19.4)                   | 6.1 (43.0)                    |
| متوسط درجة الحرارة الصغرى °م (°ف)  | −14.1 (6.6)                   | −11.3 (11.7)                  | −6.0 (21.2)                   | 0.0 (32.0)                    | 5.4 (41.7)                    | 9.9 (49.8)                    | 12.4 (54.3)                   | 11.6 (52.9)                   | 5.9 (42.6)                    | 0.0 (32.0)                    | −7.5 (18.5)                   | −12.6 (9.3)                   | −0.5 (31.1)                   |
| أدنى درجة حرارة °م (°ف)            | −46.1 (−51.0)                 | −46.1 (−51.0)                 | −38.9 (−38.0)                 | −26.7 (−16.1)                 | −11.1 (12.0)                  | −1.1 (30.0)                   | 1.2 (34.2)                    | −0.6 (30.9)                   | −12.8 (9.0)                   | −28.7 (−19.7)                 | −37.8 (−36.0)                 | −45.6 (−50.1)                 | −46.1 (−51.0)                 |
| أدنى درجة حرارة تبريد الرياح       | −54.2                         | −50.7                         | −44.5                         | −31                           | −12.6                         | −2.9                          | 0.0                           | 0.0                           | −12.8                         | −37.6                         | −49.2                         | −58.9                         | −58.9                         |
| الهطول مم (إنش)                    | 12.6 (0.50)                   | 7.7 (0.30)                    | 18.5 (0.73)                   | 20.4 (0.80)                   | 43.8 (1.72)                   | 65.4 (2.57)                   | 36.3 (1.43)                   | 34.2 (1.35)                   | 37.4 (1.47)                   | 19.1 (0.75)                   | 15.0 (0.59)                   | 12.1 (0.48)                   | 322.6 (12.70)                 |
| معدل هطول الأمطار مم (إنش)         | 0.6 (0.02)                    | 0.4 (0.02)                    | 5.1 (0.20)                    | 14.4 (0.57)                   | 37.8 (1.49)                   | 65.4 (2.57)                   | 36.3 (1.43)                   | 33.8 (1.33)                   | 35.6 (1.40)                   | 12.3 (0.48)                   | 2.5 (0.10)                    | 0.8 (0.03)                    | 244.8 (9.64)                  |
| متوسط تساقط الثلوج سم (إنش)        | 14.9 (5.9)                    | 9.2 (3.6)                     | 15.5 (6.1)                    | 6.3 (2.5)                     | 5.6 (2.2)                     | 0.0 (0.0)                     | 0.0 (0.0)                     | 0.4 (0.2)                     | 1.7 (0.7)                     | 6.9 (2.7)                     | 14.4 (5.7)                    | 13.3 (5.2)                    | 88.2 (34.7)                   |
| متوسط أيام هطول الأمطار (≥ 0.2 mm) | 7.7                           | 6.3                           | 8.4                           | 7.3                           | 10.2                          | 10.9                          | 8.3                           | 6.9                           | 7.6                           | 5.8                           | 7.3                           | 7.9                           | 94.7                          |
| متوسط الأيام الممطرة (≥ 0.2 mm)    | 0.73                          | 0.52                          | 2.1                           | 5.5                           | 9.8                           | 10.9                          | 8.3                           | 6.9                           | 7.4                           | 4.4                           | 1.8                           | 0.84                          | 59.2                          |
| متوسط الأيام المثلجة (≥ 0.2 cm)    | 7.8                           | 6.4                           | 7.0                           | 2.9                           | 1.4                           | 0.0                           | 0.0                           | 0.04                          | 0.46                          | 2.2                           | 6.4                           | 7.7                           | 42.2                          |
| ساعات سطوع الشمس الشهرية           | 110.0                         | 138.1                         | 174.2                         | 240.3                         | 282.8                         | 303.4                         | 353.5                         | 323.9                         | 221.4                         | 181.5                         | 114.6                         | 98.6                          | 2٬544٫3                       |
| نسبة وصول أشعة الشمس               | 41.2                          | 48.6                          | 47.4                          | 58.3                          | 59.3                          | 62.5                          | 71.7                          | 72.3                          | 58.3                          | 54.3                          | 42.0                          | 38.9                          | 54.6                          |
| المصدر: Environment Canada         |                               |                               |                               |                               |                               |                               |                               |                               |                               |                               |                               |                               |                               |

## أعلام
- ويليام موريسون
- ريتشارد تيلور
- جلان إدواردز
- ويليام جونستون
- كيرستي لاي
- بيرت هارغريف
- روبرت هارولد بورتر
- دبليو. إل. مورتون
- دارين ديتز
- تريفور ليندن